# Mouette pygmée
Hydrocoloeus minutus
Genre
Espèce
Statut de conservation UICN

 LC  : Préoccupation mineure
La Mouette pygmée (Hydrocoloeus minutus) est une espèce d'oiseaux de mer de la famille des Laridae. Elle est actuellement le seul représentant du genre Hydrocoloeus récemment séparé du genre Larus ; il est toutefois possible que la mouette rosée, phylogénétiquement très proche, soit elle aussi rattachée à ce genre.

## Description
D'une longueur d'environ 27 cm, elle ressemble à une petite mouette rieuse.

## Répartition

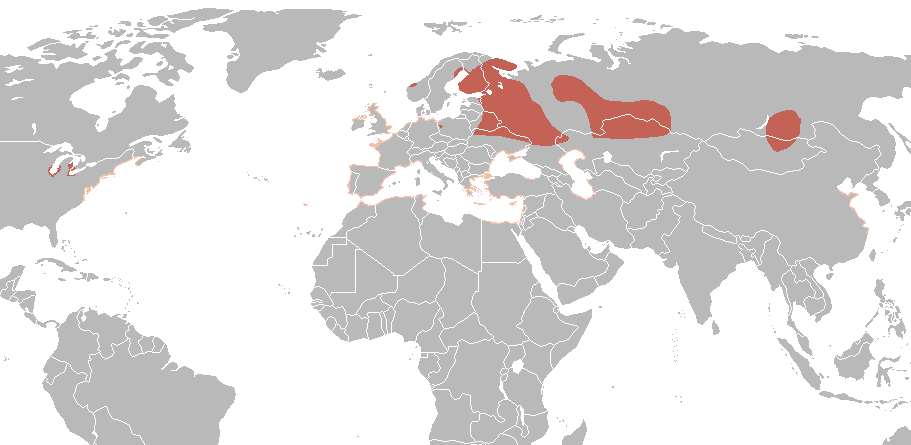
Carte de répartition de l'espèce

## Galerie d'images

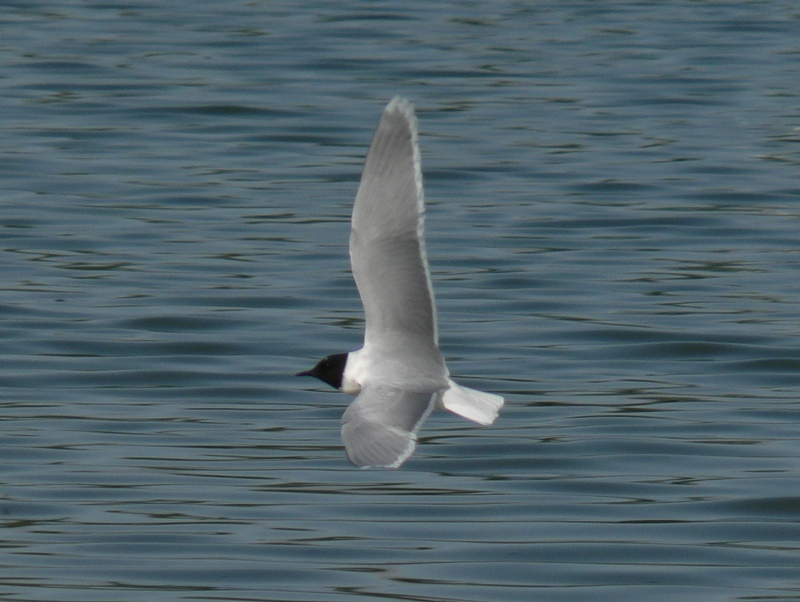
En vol
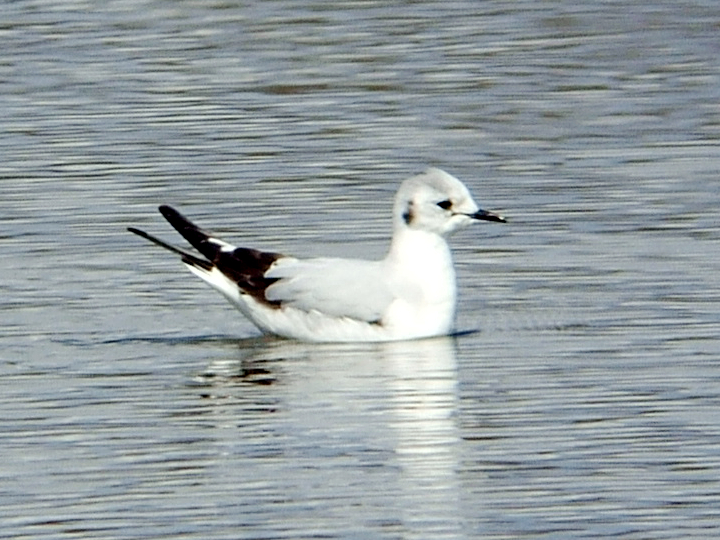
Posée sur l'eau
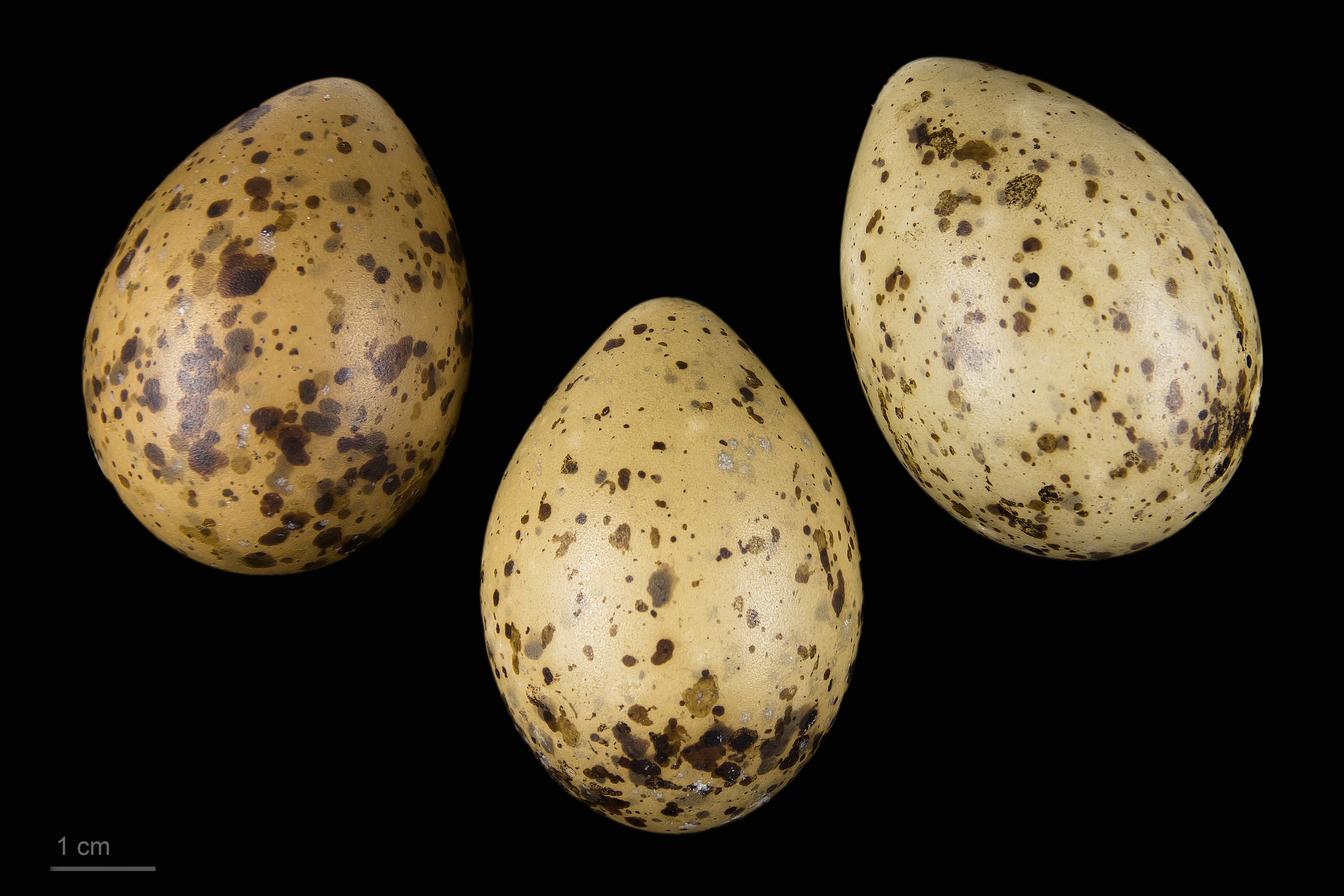
Œuf de Hydrocoloeus minutus -  Muséum de Toulouse